# Río Colorado-La Adela
Se denomina Río Colorado-La Adela a la aglomeración urbana que se extiende entre las ciudades argentinas de Río Colorado de la provincia de Río Negro, y la ciudad de La Adela de la provincia de La Pampa, situada en las coordenadas 39°01′00″S 64°04′00″O / -39.01667, -64.06667.
Se encuentran separadas por el Río Colorado y a su vez unidas por un puente carretero y ferroviario de acero, cuya longitud es de 114 m, con calzada para el tránsito de vehículos, mide 3 m de ancho, teniendo en ambos lados una vereda para el paso de peatones con un ancho de 1 m; está apoyado sobre 5 pilares de piedra a la vista. Fue inaugurado el 25 de mayo de 1909.
Corresponde a la Ruta Nacional 22 y a las vías del Ferrocarril Roca. La Adela se encuentra en la margen norte del río, mientras que Río Colorado se encuentra al sur.

## Población
Cuenta con 13,637 habitantes (Indec, 2010). En el anterior censo contaba con 12,921 habitantes (Indec, 2001), lo que representa un incremento del 5,13%.
| Ciudad       | Departamento  | Provincia | Población (2010) | Población (2001) | Población (1991) |
| ------------ | ------------- | --------- | ---------------- | ---------------- | ---------------- |
| Río Colorado | Pichi Mahuida | Río Negro | 11.733           | 11.314           | 10.330           |
| La Adela     | Caleu Caleu   | La Pampa  | 1.904            | 1.607            | 1.201            |
| Total        |               |           | 13.637           | 12.921           | 11.540           |